# Franciszek Oberc
Franciszek Oberc (ur. 7 kwietnia 1947 w Rymanowie) – polski socjolog, działacz związkowy, urzędnik, autor publikacji dotyczących historii Sanoka.

## Życiorys
Absolwent Liceum Ogólnokształcącego w Rymanowie z 1965 (w jego klasie był także Andrzej Potocki). W 1971 ukończył studia na Wydziale Filozoficzno-Historycznym Uniwersytetu Jagiellońskiego uzyskując tytuł magistra socjologii. Od 1971 do 1974 pracował w oddziale Stowarzyszenia „Pax” w Rzeszowie. Od 1974 do 1980 był zatrudniony w Sanockiej Fabryce Autobusów „Autosan” pełniąc stanowisko socjologa. We wrześniu 1980 przystąpił do NSZZ „Solidarność” i został działaczem związkowym, w tym od grudnia 1980 przewodniczącym Komisji Zakładowej w Autosanie, a 15 marca 1981 zasiadł w prezydium Międzyzakładowej Komisji Koordynacyjnej. Po wprowadzeniu stanu wojennego od 14 grudnia 1981 uczestniczył w strajku zakładowym, zaangażowany w działalność opozycyjną. W latach od 1983 do 1989 był członkiem sanockiego oddziału Klubu Inteligencji Katolickiej, od kwietnia 1985 należał do Diecezjalnego Zespołu Historycznego powołanego przez bp. Ignacego Tokarczuka. We wrześniu 1988 wraz z innymi działaczami powołał pierwszy w województwie krośnieńskim Komitet Organizacyjny „Solidarności”, założony w fabryce Autosan. W maju 1989 tworzył audycje w prowadzone w zakładowym radiowęźle. W lipcu 1989 został kierownikiem Grupy Samorządowej, która została powołana przez Komitet Obywatelski w Sanoku. W roku szkolnym 1989/90 pracował jako nauczyciel dochodzący przedmiotu podstawy psychologii pracy w Zespole Szkół Technicznych (późniejszy Zespół Szkół nr 3 im. Walentego Lipińskiego i Mateusza Beksińskiego w Sanoku). W wyborach samorządowych w 1990 startował z listy sanockiego Komitetu Obywatelskiego „Solidarność” i uzyskał mandat radnego Rady Miasta Sanoka. Od 2 kwietnia 1990 do 2003 pełnił funkcję prezesa Rejonowego (później Powiatowego) Urzędu Pracy w Sanoku. Został powołany do zespołu organizacyjnego „Tygodnik Sanocki” uchwałą Rady Miasta Sanoka z 29 listopada 1990 oraz w 1991 został członkiem zespołu redakcyjnego tego czasopisma. W wyborach samorządowych w 1998 ubiegał się o mandat radnego Sejmiku Województwa Podkarpackiego startując z listy Akcji Wyborczej Solidarność. Założył Archiwum Ziemi Sanockiej, otwarte we wrześniu 2000, a w 2003 wraz żoną Władysławą Fundację Archiwum Ziemi Sanockiej. Autor publikacji z zakresu historii i kultury miasta Sanoka, w tym redaktor i wydawca cyklu czasopiśmienniczego „Zeszyty Archiwum Ziemi Sanockiej” (pierwszy numer ukazał się w październiku 2001). W wyborach samorządowych w 2002 bezskutecznie ubiegał się o mandat Rady Miasta Sanoka, startując z listy Komitet Wyborczy Wyborców „Porozumienie”.
Został członkiem Katolickiego Stowarzyszenia „Civitas Christiana”, Stowarzyszenia „Korporacja Literacka”, Stowarzyszenia Europejskich Studiów Społecznych oraz współzałożycielem Stowarzyszenia Inicjatywa Przedsiębiorczości w Sanoku. Był sygnatariuszem aktu założycielskiego Klubu Historycznego im. Armii Krajowej w Sanoku 14 lutego 2010.

## Publikacje
Autor
- Sanok. Dzieje miasta (1995)
  - rozdział: Kalendarium sanockie 1974–1994[21]
- Parafia Przemienienia Pańskiego w Sanoku w latach 1980–1990 (1996)[22]
- Gmina Zagórz 1977–1997 (1997)[23]
- Pomniki i tablice pamiątkowe Sanoka (1998)[24][25][26]
- Sanok. Instytucje kultury (1999)[27]
- Sanockie ulice i kamienice (1999)
- Gmina Zagórz 1977–1997 (2000)
- Kultura w Sanoku. Sanoczanie w Kulturze 1990–2020 (2023)

Redaktor i autor – „Zeszyty Archiwum Ziemi Sanockiej”
- Nr 1 (2001)[28][29]
  - rozdziały: Starostwo Sanockie 1999–2000, Parafia Przemienienia Pańskiego w Sanoku 1980–1990, Reaktywowanie działalności NSZZ „Solidarność” w Sanockiej Fabryce Autobusów w latach 1988/1989, Społeczny kształt bezrobocia, Działania Starostwa Sanockiego w zakresie rynku pracy
- Nr 2: San, rzeka ziemi sanockiej (2002)[30]
  - rozdziały: Bieszczadzkie żeglarstwo, Ujęcie wody na Sanie[a]
- Nr 3: Jubileusz Janusza Szubera (2003)[31]
- Nr 4: Nafta (2004)[32]
- Nr 5: Prasa ziemi sanockiej – informator (2005)[33]
  - rozdział: Prasa Ziemi Sanockiej od roku 1990
- Nr 6: Sanocka „Solidarność” lat 80–tych. Fakty i dokumenty (2005)[34]
  - rozdział: Kalendarium sanockie 1980-1990
- Nr 7: Sanok – Zagórz – Lesko 1939–1944 (2007)[35]
  - rozdział: Ziemia sanocka w latach 1939–1944 (podrozdziały: Ziemia sanocka 1939, Wrzesień 1939, Przerzuty graniczne, ucieczki, trasy kurierskie, Okupacja niemiecka, Polskie Państwo Podziemne, Okupacja sowiecka, Koniec wojny. Początek nowych czasów
- Nr 8: Samorząd Gminy Miasta Sanoka 1867–1990 (2008)[36][37]
  - rozdziały: Okupacyjna administracja Sanoka 1939–1944, Droga do samorządu 1989-1990, Burmistrzowie Sanoka (przewodniczący Prezydium Miejskiej Rady Narodowej, naczelnicy)
- Nr 9: Sanocki sport (2009)[38][39]
- Nr 10: Życie społeczne Sanoka w latach 1989–2009 na plakacie (2009)[40][41]
  - rozdziały: Od PRL do III Rzeczypospolitej, Życie polityczne, Gospodarka, Działalność charytatywna, Kultura, Edukacja, Życie religijne, Święta narodowe, rocznice, Sport, Czas wolny, hobby, zabawa, Dwadzieścia lat
- Nr 11: Samorząd Gminy Miasta Sanoka 1990–2010 (2014)[42][43]
  - rozdziały: Gmina miasta Sanoka. Informacje podstawowe, Wybory samorządowe w Sanoku, Dwie kadencje – Rada Miasta 2020–2010, Sanockie Przedsiębiorstwo Gospodarki Mieszkaniowej, Sanocki Dom Kultury 1990–2010, Tygodnik Sanocki 1991–2010, Straż Miejska w Sanoku, Samorząd miejski Sanoka a wybitni sanoczanie, Partnerstwo miast, Promocja miasta, Burmistrzowie Sanoka w dwudziestoleciu

## Wyróżnienia
- Nagroda Miasta Sanoka w dziedzinie upowszechniania kultury i sztuki za rok 2000[44][45][46][47][48] oraz za rok 2003[49] w dziedzinie nauki[50].
- Dyplom honorowy PTTK (2001)[51].